# Sebastian Cobler
Sebastian Cobler (* 1948 in Berlin; † 25. September 1989 in Frankfurt am Main) war ein deutscher Rechtsanwalt und Publizist. Bekannt wurde er durch sein Interview mit Horst Herold 1980.

## Leben
Er wuchs als jüngstes von drei Kindern in Berlin-Frohnau in einem bildungsbürgerlichen und liberalen Elternhaus auf und wurde evangelisch erzogen. Väterlicherseits war die Familie jüdisch und hieß früher Cohn. Cobler studierte in Darmstadt Mathematik bis zum Vordiplom und wechselte dann zur Soziologie und Philosophie, die er mit dem Magister abschloss. Er war Asta-Vorsitzender in der Zeit der Studentenbewegung. Danach studierte er Jura in Frankfurt am Main. Er wurde 1976 promoviert; die Doktorarbeit über die Geschichte des politischen Strafrechts in der Bundesrepublik erschien unter dem Titel „Die Gefahr geht von den Menschen aus“ als Buch im Rotbuch Verlag. 1978/79 bereitete er das III. Internationale Russell-Tribunal mit vor und trat dort als Gutachter auf.
Einer größeren Öffentlichkeit wurde Cobler durch ein zweitägiges Interview mit dem BKA-Präsidenten Horst Herold vom Juli 1980 bekannt, in dem Herold seine Polizeiarbeit erläutert. Das ihm dann vorgelegte Interview gab Herold aber nicht frei, weil der Text manipulativ gekürzt und zusammengesetzt worden sei. Die Zeitschrift Kursbuch verzichtete daher auf den Abdruck. Das Interview erschien unter der Überschrift „Herold gegen alle“ im November 1980 in Hans Magnus Enzensbergers Zeitschrift TransAtlantik. Auch der Spiegel-Herausgeber Rudolf Augstein veröffentlichte Teile aus dem Interview. In den folgenden Jahren führte Herold erfolgreich Prozesse gegen die unautorisierte Verwendung des Interviews. Die 400-seitige Transkription des Interviews lagert heute in den Tresoren einer Schweizer Bank, nachdem mehrfach in verschiedenen Anwaltskanzleien eingebrochen wurde, wo das Manuskript vermutet wurde.
1982 wurde er als Rechtsanwalt zugelassen. Er vertrat eine Beschwerdeführerin im Verfassungsbeschwerdeverfahren, das zum Volkszählungsurteil des Bundesverfassungsgerichts führte, und verteidigte Alexander Schubart, Wortführer der Startbahn-West-Gegner des Frankfurter Flughafens, im Strafprozess wegen des Vorwurfs der Nötigung von Verfassungsorganen. 1983/1984 vertrat er gemeinsam mit seinem Kollegen Eberhard Kempf den grünen Landtagsabgeordneten Frank Schwalba-Hoth anwaltlich, nachdem dieser während eines Empfangs im Hessischen Landtag den US-General Paul S. Williams aus Protest gegen die amerikanische Atomwaffenpolitik mit Blut bespritzt hatte. In Stammheim war er Mitverteidiger von Peter-Jürgen Boock und im Memminger Abtreibungs-Prozess Mitverteidiger des Frauenarztes Horst Theissen. Cobler starb an Leukämie. In Erinnerung an ihn wurde in Frankfurt am Main die Sebastian Cobler Stiftung für Bürgerrechte errichtet; Vorsitzender des Stiftungsrats ist der frühere hessische Justizminister Rupert von Plottnitz.

## Werke (Auswahl)

### Autor
- Die Gefahr geht von den Menschen aus. Der vorverlegte Staatsschutz, Berlin 1976 (englische Übersetzung: Law, order and politics in West Germany, Harmondsworth [u. a.] 1978)

### Mitautor
- Das Demonstrationsrecht, Reinbek bei Hamburg 1983.
- 1984 ist anders, Göttingen 1982.

### Aufsätze
- Das Gesetz gegen die „Auschwitz-Lüge“ – Anmerkungen zu einem rechtspolitischen Ablaßhandel, KJ 18 (1985), S. 159 (PDF; 1,5 MB).
- Plädoyer für die Streichung der §§ 129, 129a StGB – Zur Revision der „Anti-Terrorismus-Gesetze“, KJ 17 (1984), S. 407 (PDF; 1,1 MB).
- Catch-as-catch-can bei der Strafverfolgung?, Der Spiegel vom 4. November 1985
- Wie mit menschlichen Sinnen, Der Spiegel vom 17. September 1984
- Als Gummischwein bestraft, Der Spiegel vom 30. November 1981
- »So einen verteidigt man nicht!«, Kursbuch 60/1980, S. 97.
- Grundrechtsterror. In: Kursbuch 56 (Juni 1979); gekürzter Nachdruck in: Horst Meier, Protestfreie Zonen? Variationen über Bürgerrechte und Politik. Berliner Wissenschafts-Verlag 2012, S. 79–87.